# Želva Hamiltonova
Želva Hamiltonova (Geoclemys hamiltonii), anglicky Black pond turtle, Indian spotted turtle či Spotted pond turtle, je sladkovodní druh želvy z jižní Asie. Patří do monotypického rodu Geoclemys.

## Etymologie
Želva Hamiltonova byla popsána v roce 1831 britským zoologem Johnem Edwardem Grayem. Druhové jméno Hamiltonova nese na počest skotského botanika a ichtyologa Francise Hamiltona, který strávil v Indii dvacet let a popsal desítky živočichů.

## Popis
Detailnímu popisu tohoto druhu se věnoval George A. Boulenger ve své knize Fauna Britské Indie, včetně Cejlonu a Barmy (The Fauna of British India, Including Ceylon and Burma), přičemž použil jméno Damonia Hamiltonii, nikoliv Geoclemys.
Želva Hamiltonova je zbarvená tmavohnědě až černě, přičemž má žluté skvrny. Skvrny jsou největší na hlavě a na krku, ale vyskytují se i na vyklenutém krunýři. Hlava je poměrně velká, zatímco čenich i ocas jsou krátké. Mladé želvy mají zadní konec krunýře vroubkovaný, u dospělých jedinců toto vroubkování mizí.
Samice dorůstají do délky asi 30 centimetrů (12 palců), samci jsou o něco menší.
Tyto želvy se dožívají 15 až 20 let.

## Potrava
Želva Hamiltonova má silné čelisti a živí se především měkkýši, vodním hmyzem, kraby a menšími rybami, krom toho ale také rostlinnou potravou. Jedná se o všežravce.

## Výskyt
Želvy Hamiltonovi se v současné době vyskytují v Pákistánu (jsou jedním z 15 druhů tamních želv),  Nepálu, na severovýchodě Indie ve státě Ásám a v Bangladéši.

## Ohrožení
Podle Červeného seznamu IUNC je želva Hamiltonova ohroženým taxonem, přičemž se označení ohrožený (zkratka EN) přiřazuje druhům, které čelí riziku vyhynutí v blízké budoucnosti. Od roku 1975 chrání tyto želvy úmluva CITES. Přesný počet jedinců v divoké přírodě není znám. Mezi hlavní příčiny ohrožení patří nelegální obchod (pro maso, využití ve farmaceutickém průmyslu, chov), degradace přirozeného prostředí (rozšiřování rýžových polí, urbanizace, znečišťování vod, úprava říčních koryt a odvodňování) a rybolov.

## Chov v zajetí
V Evropě je želva Hamiltonova chována v deseti zoologických zahradách. Z českých zoo je chová jen Zoo Ostrava a to od roku 2010 v chovatelsko-expozičním celku Čitván. Jedná se o dva samce a dvě samice. V roce 2019 se podařilo v Ostravě odchovat mláďata. Jedna ze samic nakladla 17. října snůšku 13 vajec, která byla následně rozdělena do dvou skupin a inkubována při různých teplotách, aby se vylíhly samičky a samečci. Šest vajec bylo inkubováno při vyšší teplotě na samice, sedm při nižší na samce. V první půlce prosince se v teplejší líhni vylíhly dvě samičky, jedna záhy uhynula, tři vejce byla neoplozená a v jednom bylo mrtvé mládě. Na Vánoce se vyklubali tři samci, tři vejce byla neoplozená a v jednom stejně jako v případě samiček bylo mrtvé mládě. Celkem se tedy podařilo odchovat jednu samičku a tři samce.

## Galerie

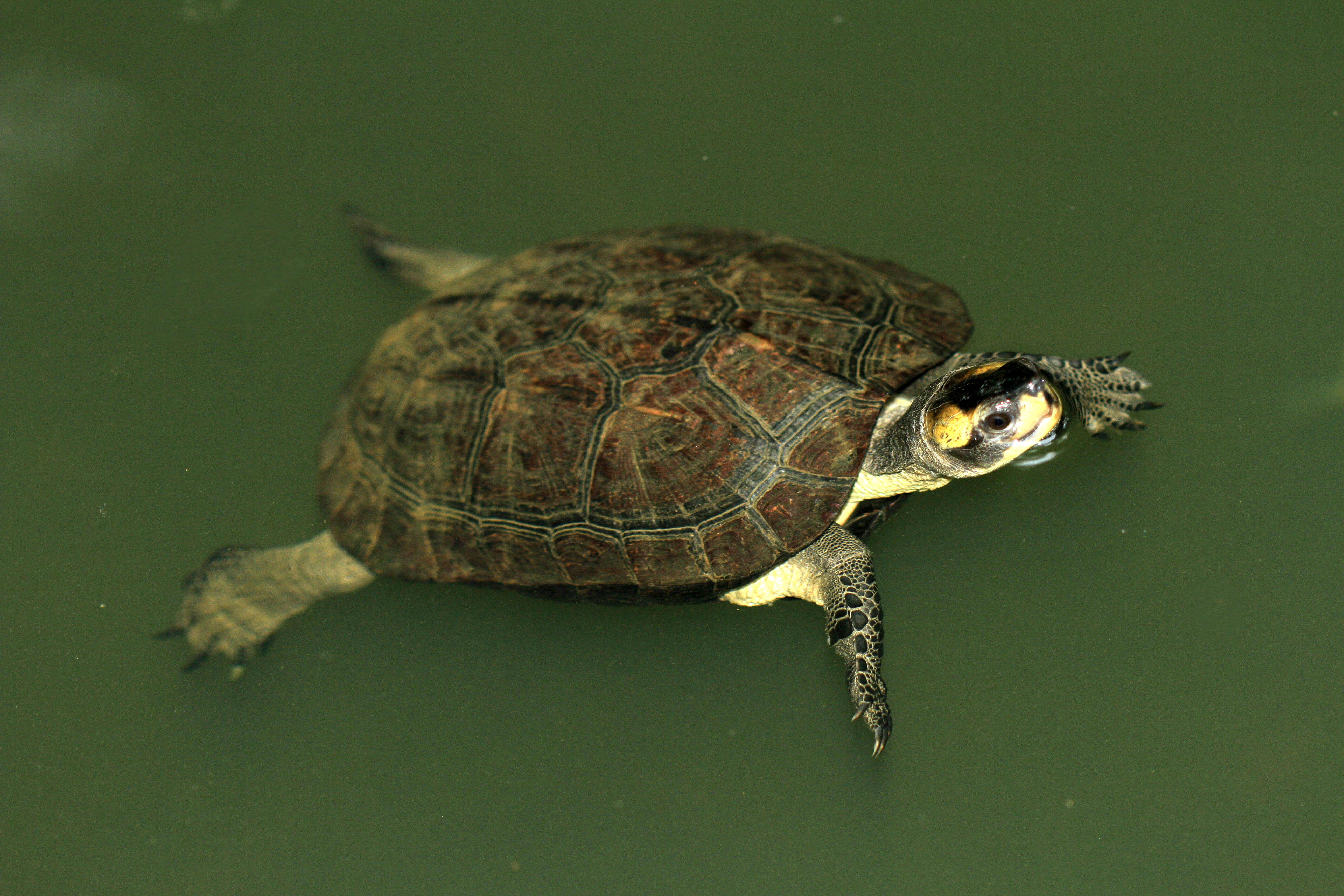
Želva Hamiltonova
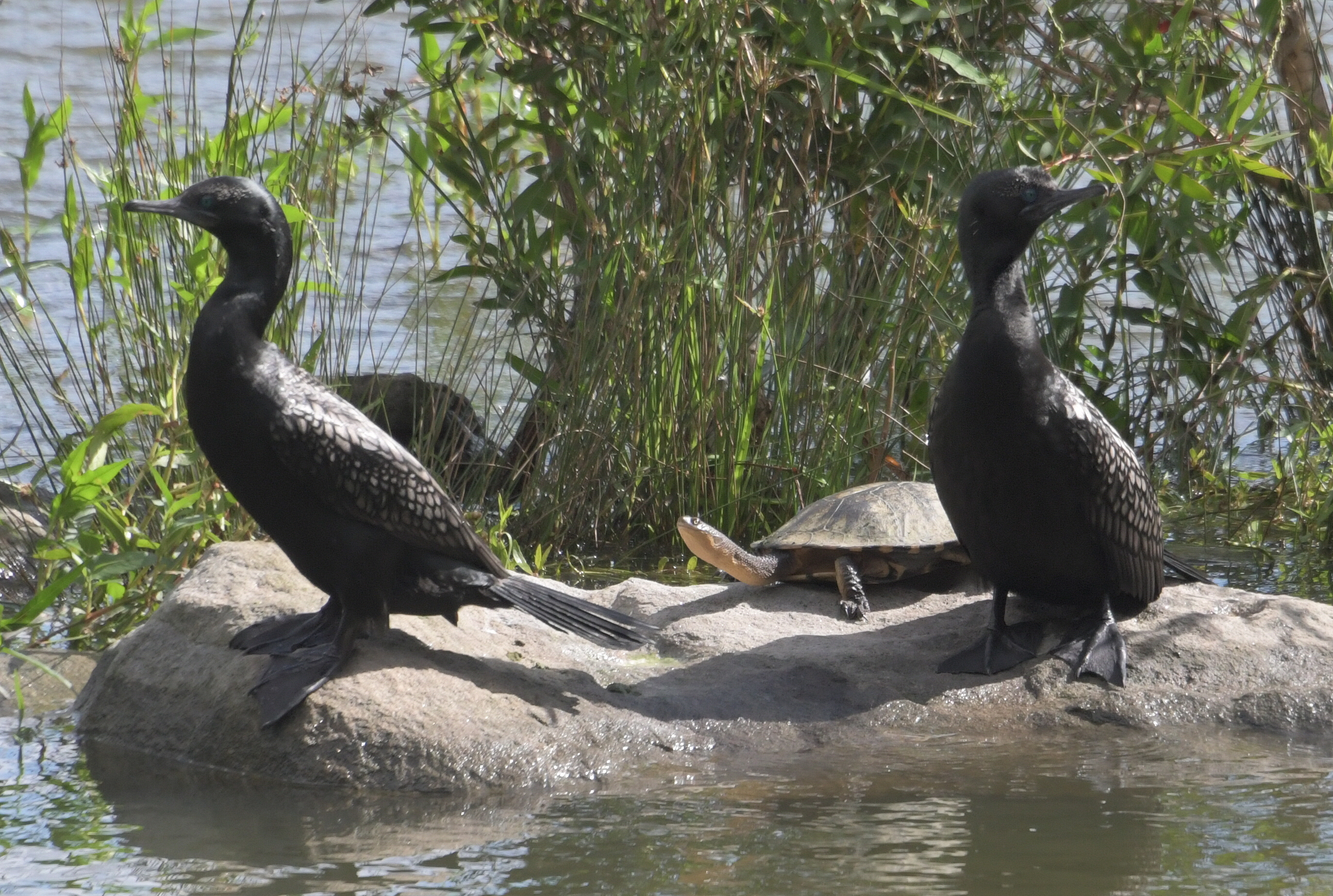
Želva Hamiltonova
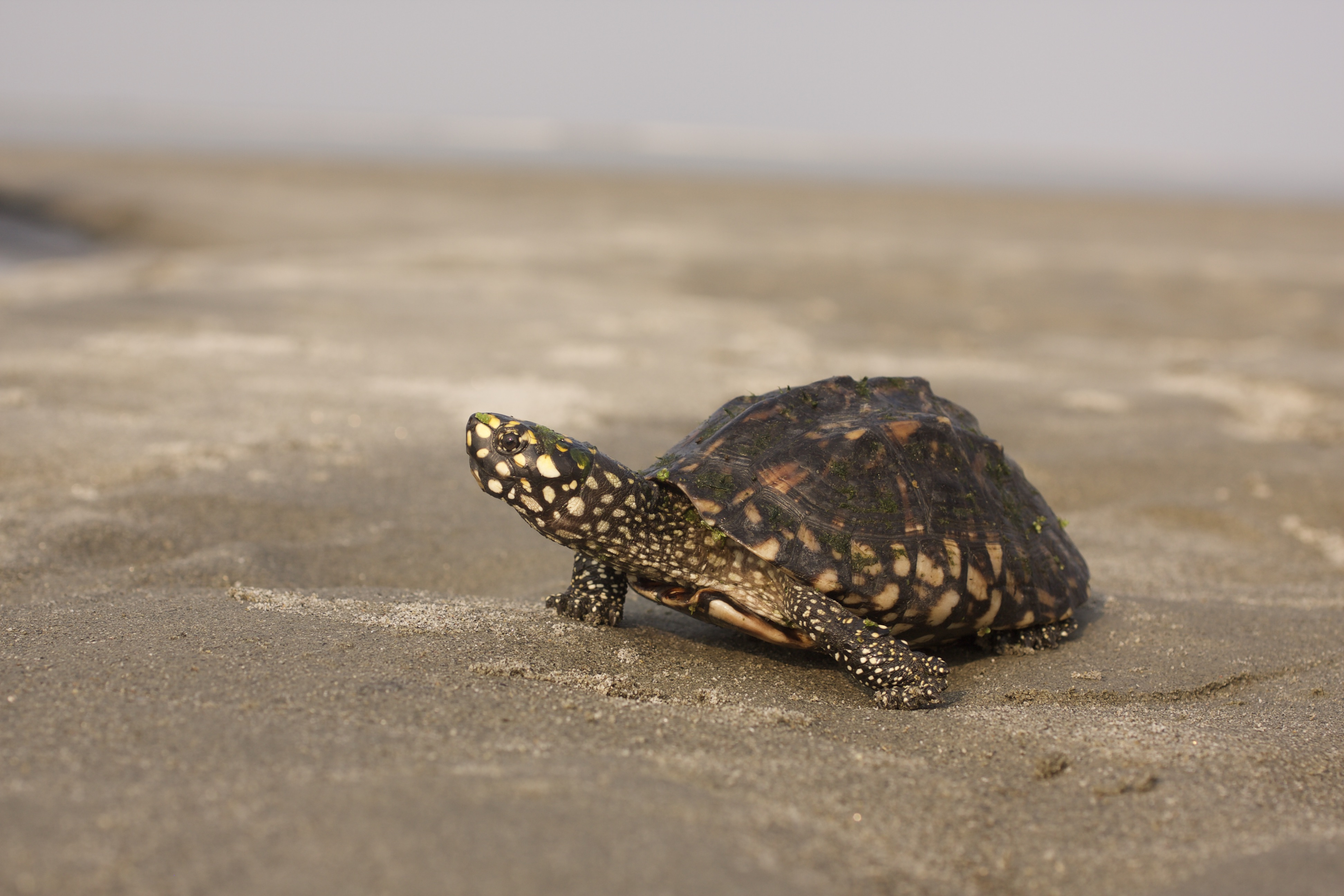
Želva Hamiltonova
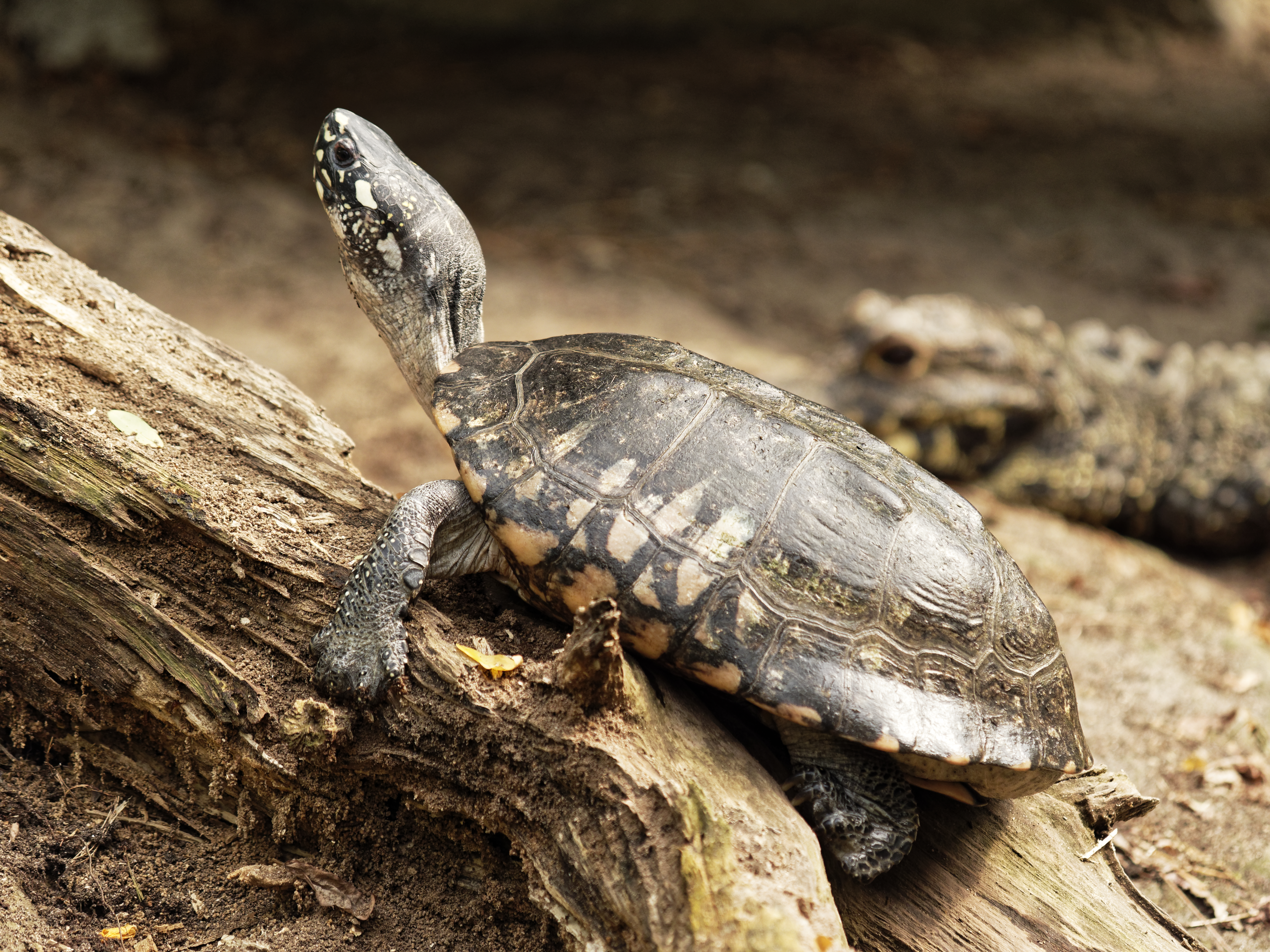
Želva Hamiltonova
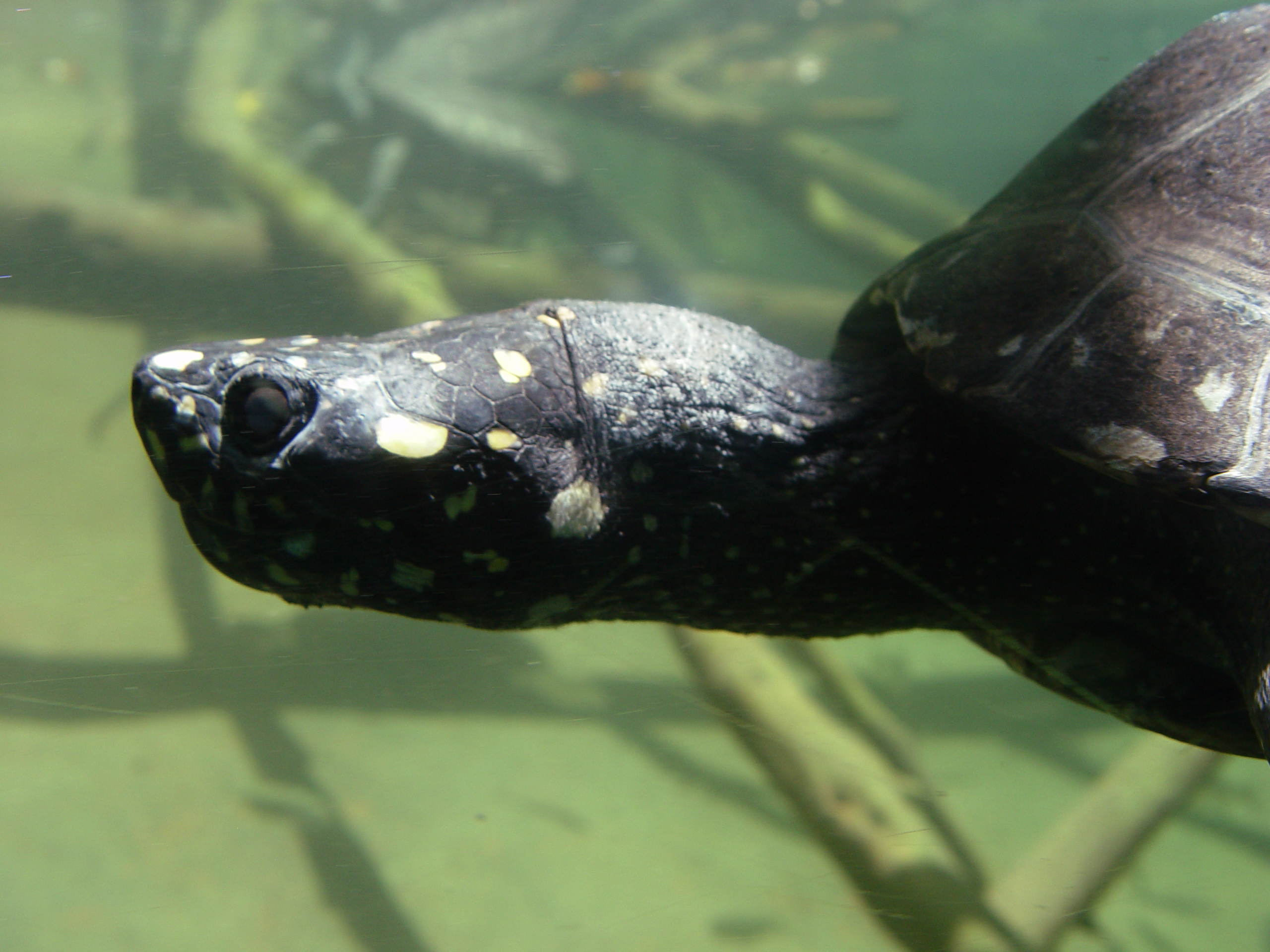
Detail hlavy
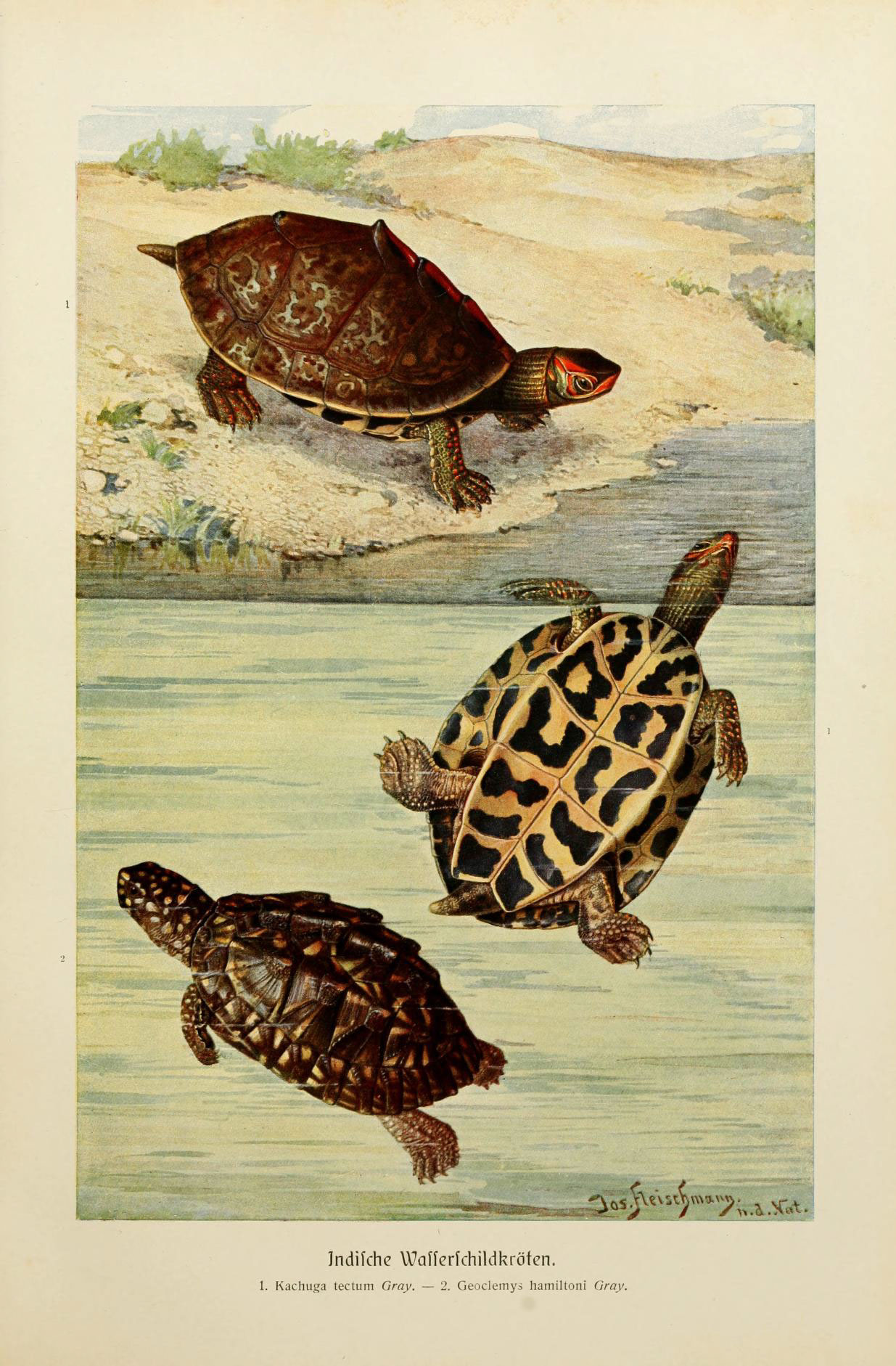
Ilustrace zobrazující želvu Hamiltonovu
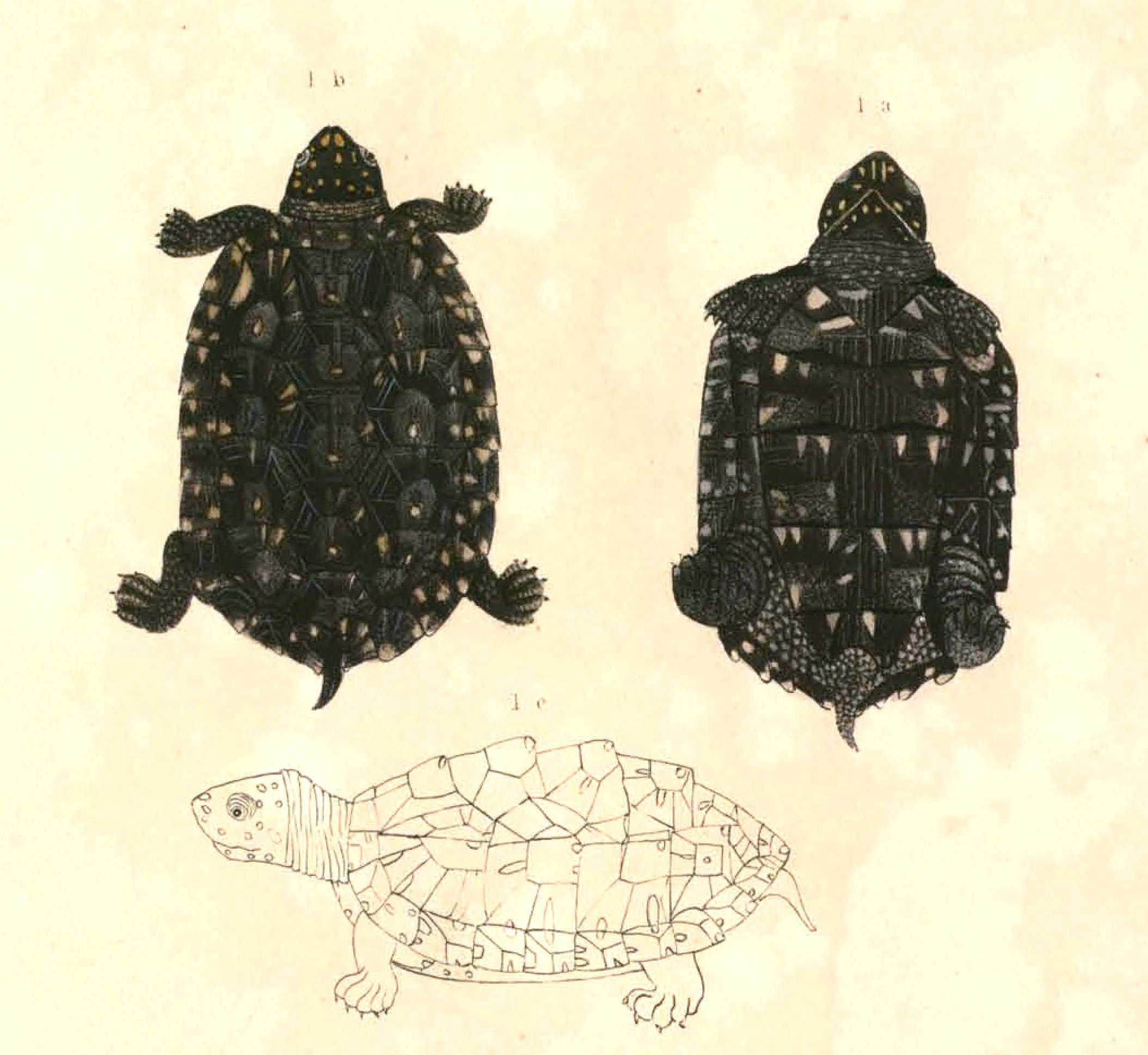
Ilustrace od Thomase Hardwicka zobrazující želvu Hamiltonovu
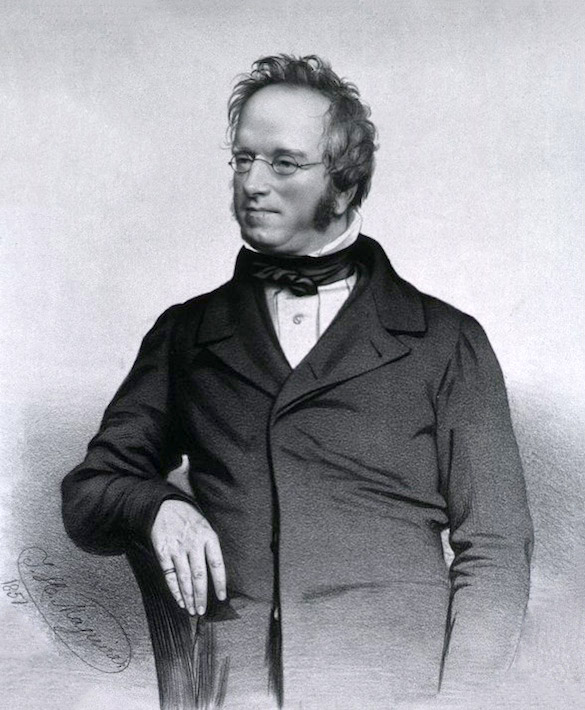
John Edward Gray